# Nordend
Nordend är en bergstopp i Monte Rosa-massivet i Alperna. Den är 4 609 meter hög och därmed den tredje högsta bergstoppen i Alperna, efter Mont Blanc och Dufourspitze.